# 斯韋特雷 (薩哈共和國)
斯韦特雷（羅馬化：Svetlyy）是俄罗斯萨哈共和国的市级镇，属米尔内区，位于维柳伊河沿岸地区，在区行政中心米尔内西北、共和国首府雅库茨克西方。
该地2021年人口有2,929人；2010年人口3,137；2002年人口3,546；1989年人口4,550。